# Elaeocarpus ptilanthus
Elaeocarpus ptilanthus är en tvåhjärtbladig växtart som beskrevs av Schlechter. Elaeocarpus ptilanthus ingår i släktet Elaeocarpus och familjen Elaeocarpaceae. Inga underarter finns listade i Catalogue of Life.